# 雞皮寶螺
雞皮寶螺（学名：Cypraea limacina）为寶螺科寶螺屬下的一个种。